# Matico-Ciudad Jardín
Matico-Ciudad Jardín (oficialmente Matiko-Ciudad Jardín, en euskera Matiko-Loruri) es un barrio de Bilbao (Vizcaya, España). Forma parte del distrito 2 de Bilbao, Uríbarri, y tiene una población de 5949 habitantes.
El barrio está compuesto de dos zonas claramente delimitadas por la Avenida Maurice Ravel: Matico y Ciudad Jardín. Tradicionalmente estas dos zonas son percibidas como barrios diferentes a pesar de que oficialmente constituyan un único barrio en el ordenamiento administrativo de Bilbao.

## Matico
Matico (en euskera y oficialmente Matiko) comprende la zona situada al sur de la Avenida Maurice Ravel del barrio de Matico-Ciudad Jardín. Limita al sur con el barrio de Castaños y al este/noreste con el barrio de Uribarri. Tiene 5232 habitantes y una superficie de 0.26 kilómetros cuadrados. 

### Transportes
- Euskotren: La estación de Matiko pertenece a las líneas E1 y E3 de EuskoTren, que unen Bilbao con Lezama y San Sebastián, además de la línea 3 de metro de Bilbao gestionada por la misma compañía.

- EuskoTren: La estación de Loruri-Ciudad Jardín (situada en las proximidades de la anterior estación), perteneció a la Línea 4 de Euskotren fue reabierta en 2010 con el objetivo de permitir a los viajeros con origen o destino Matico y/o Ciudad Jardín continuar usando la citada línea a pesar de la mencionada clausura de estación de Matiko pero, desapareció definitivamente el 2 de noviembre de 2015 con motivo de las obras de la línea 3 de metro Bilbao. Con ello desapareció el antiguo trayecto de la línea del Txorierri de Euskotren por el barrio. La entrada de la estación se situaba en la Calle Maestro Damián González.

- Bilbobus:

| Línea | Recorrido             | Frecuencia (minutos)                    |
| ----- | --------------------- | --------------------------------------- |
| 22    | Sarrikue - Achuri     | 15 (cada 12 min de 12:30 a 15:00 horas) |
| 28    | Uríbarri - Altamira   | 20                                      |
| 72    | Larraskitu - Castaños | 12                                      |

## Ciudad Jardín

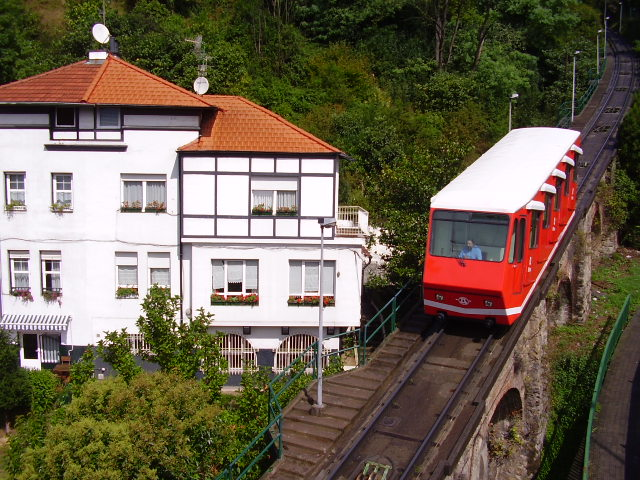
Funicular de Archanda a su paso por Ciudad Jardín.

La Ciudad Jardín bilbaína (en euskera y oficialmente Loruri) comprende la parte del barrio situada entre la avenida Maurice Ravel y el monte Archanda. Fue diseñada por el arquitecto bilbaíno Pedro Ispizua mezclando zonas verdes y casas bajas, como los barrios de ciudad jardín que se construyeron en distintas ciudades europeas en el siglo XIX. Tiene una población de 717 habitantes.

### Historia
En 1921 se propuso la creación de una cooperativa para construir en las afueras de Bilbao casas para trabajadores, aparándose en las ayudas públicas para la construcción de casas baratas. 
En agosto de 1922 se constituyó oficialmente la Sociedad Cooperativa de Empleados y Periodistas 'La ciudad Jardín bilbaína, presidida por Celso Negueruela Montes, empleado del Ayuntamiento de Bilbao. 
Las casas fueron diseñadadas por el arquitecto Pedro Ispizua Susunaga, también empleado municipal, en un estilo fundamentalmente neo-vasco, combinado con influencias de otros estilos. Tenían dos pisos y en cada casa había dos viviendas. Las superficies de las viviendas oscilaban entre los 112 y los 160 metros cuadrados. Fueron construidas entre 1923 y 1925.
En un principio, la intención era construir casas baratas para los trabajadores, pero los costes fueron creciendo y finalmente tuvieron que pagar entre 16 000 y 23 000 pesetas por cada vivienda.